# Gianluca Buonanno
Gianluca Buonanno (Borgosesia, 15 maggio 1966 – Gorla Maggiore, 5 giugno 2016) è stato un politico italiano.

## Biografia
Nativo di Borgosesia, il padre Ettore era artigiano e il nonno attore girovago pugliese e spalla di Ettore Petrolini. Si è avvicinato alla politica all'età di sedici anni, quando si è iscritto al Movimento Sociale Italiano, affascinato da Giorgio Almirante. Diplomatosi in ragioneria presso l'ITC di Romagnano Sesia nel 1987, ha lavorato per qualche anno come addetto vendite presso aziende della provincia.

## Morte
Buonanno è deceduto il 5 giugno 2016, all'età di 50 anni, in un incidente stradale lungo l'autostrada A36 all'altezza di Gorla Maggiore, in provincia di Varese. I funerali si sono celebrati il 14 giugno a Bornate, frazione di Serravalle Sesia. È stato sepolto nel cimitero di Serravalle Sesia.

## Carriera politica

### Carriera politica locale

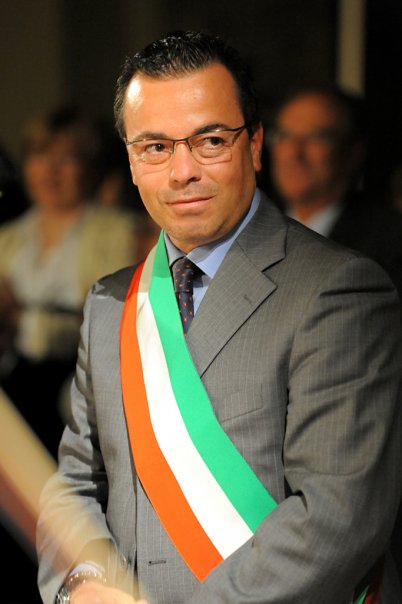
Gianluca Buonanno con la fascia tricolore durante il suo mandato da sindaco di Varallo nel 2009

Nel 1990 è stato eletto consigliere comunale di Serravalle Sesia per il MSI-DN, quindi sindaco nel 1993 in una lista civica, riconfermato nel 1997.
È stato consigliere provinciale per Alleanza Nazionale (e poi per la Lega Nord) a Vercelli dal 1995 al 2009, vicepresidente della provincia dal 2007.
Divenuto ineleggibile a sindaco di Serravalle Sesia dopo due mandati consecutivi, si candida come indipendente (Lista Buonanno) alle elezioni politiche in Italia del 2001 nel collegio maggioritario di Cossato, ottenendo il 22,7% dei voti e sottraendone al candidato della Casa delle Libertà, che ha raccolto il 39,2% dei voti contro il 38,1% del candidato del centro-sinistra.
Nel 2002 ha lasciato Alleanza Nazionale, partito nel quale era confluito dopo lo scioglimento del MSI-DN, e ha aderito alla Lega Nord, con la quale è stato eletto sindaco di Varallo, riconfermato nel 2007.
Nel 2009 ha lasciato l'incarico di vicepresidente della Provincia di Vercelli al collega di partito Paolo Tiramani ed è stato nominato assessore al Comune di Borgosesia.
Nel 2010 è stato eletto per la prima volta in Consiglio regionale (quota proporzionale) nella circoscrizione di Vercelli, con 8.261 voti di preferenza nella lista della Lega Nord, lasciando anche questa volta il seggio a Paolo Tiramani primo dei non eletti, per continuare la carriera parlamentare.
Nel 2014 si è candidato di nuovo a sindaco di Borgosesia, risultando eletto.

### Deputato della Lega Nord (2008-2014)
Deputato nella XVI Legislatura per la circoscrizione Piemonte 2, è risultato il deputato con il più alto numero di presenze alla Camera dei deputati, circa il 98%.
Nell'ottobre 2011 ha espresso all'amministrazione della Camera dei deputati la formale rinuncia a un eventuale futuro vitalizio parlamentare (che ha maturato nel 2012 e che avrebbe percepito al raggiungimento dell'età pensionabile).
Il 25 febbraio 2013 è rieletto alla Camera dei deputati nel collegio Piemonte 2 ed è entrato a far parte del Consiglio direttivo del gruppo parlamentare della Lega Nord.

### Parlamentare europeo

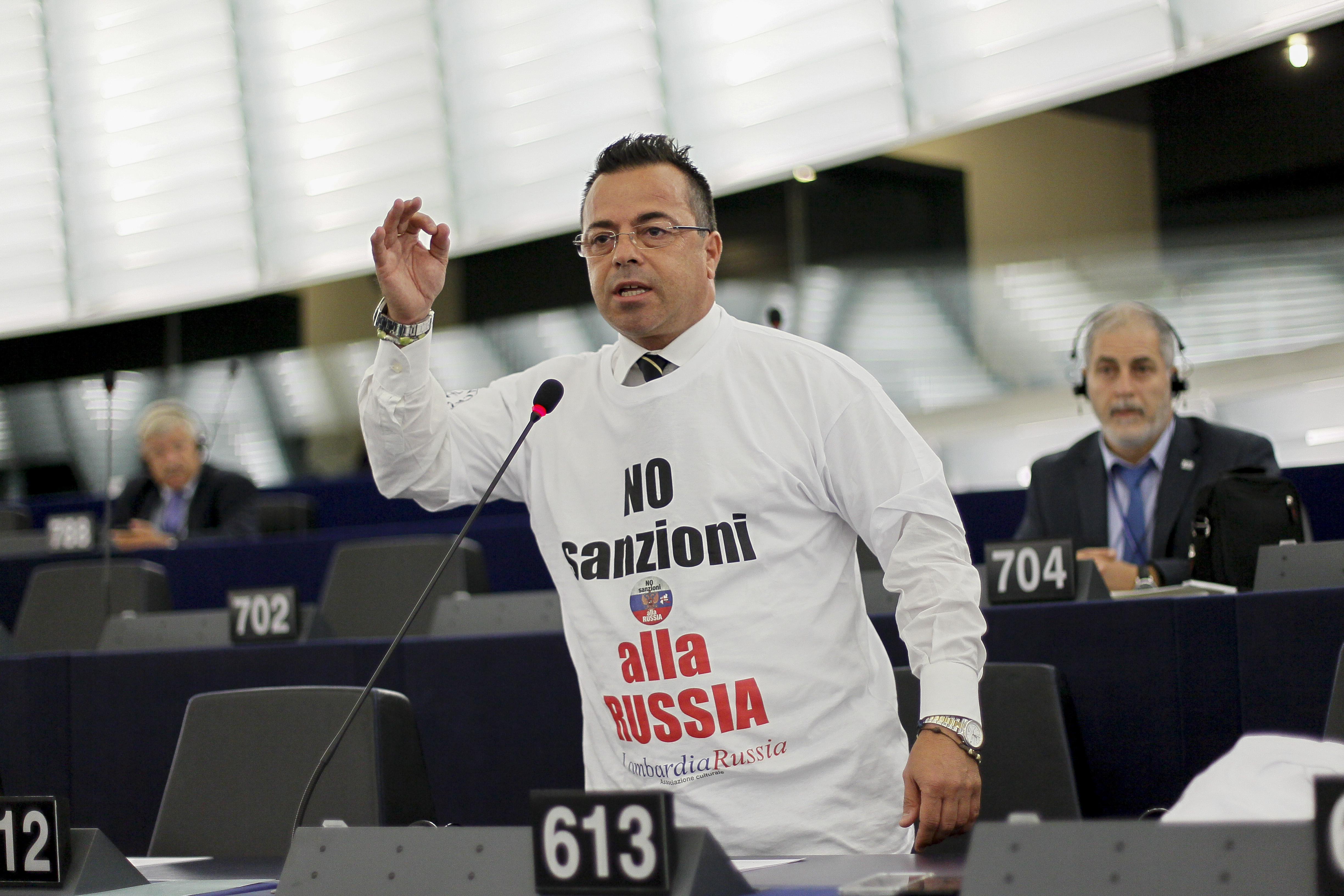
Buonanno durante una protesta contro le sanzioni alla Russia nel Parlamento Europeo, settembre 2014

Nel 2004 tenta la corsa a Strasburgo candidandosi nel nord-ovest con il Partito Repubblicano Italiano. La lista non riuscirà però ad ottenere alcun seggio. Buonanno, con 9000 preferenze, è primo nella propria circoscrizione e contribuirà al successo del PRI in Valsesia, dove diventa il primo partito.
Candidato alle elezioni europee del 2014 per la Circoscrizione Italia nord-occidentale, con 26.661 preferenze è stato il secondo candidato più votato della Lega Nord nella Circoscrizione Nord-Ovest, dietro al segretario nazionale Matteo Salvini (223.288 voti). Eletto parlamentare europeo, ha lasciato la Camera dei deputati.
Nel marzo 2015 compie un viaggio in Libia affermando di voler verificare di persona le condizioni del paese colpito da violenti scontri.

## Prese di posizione e controversie

### Omosessualità
Gianluca Buonanno ha più volte espresso opinioni fortemente contrarie all'omosessualità e agli omosessuali. Nel 2011, nel pieno della discussione sulla legge contro l'omofobia, ha dichiarato:

Il 6 giugno 2013, in vista della partecipazione della ministra Josefa Idem e della presidente della Camera Laura Boldrini al Gay Pride nazionale di Palermo, ha dichiarato alla trasmissione La Zanzara su Radio 24: 
La reazione delle principali associazioni gay è stata immediata: l'associazione dei gay di destra Gaylib ha chiesto l'intervento dell'Autorità per le garanzie nelle comunicazioni.

Il 3 luglio seguente, durante una discussione alla Camera, è stato espulso dall'aula per aver invaso i banchi del Governo esponendo un cartello con la scritta "Il governo libera i pedofili". In precedenza in polemica con Sinistra Ecologia Libertà Buonanno aveva dichiarato:

Per questa dichiarazione era stato richiamato dal presidente della Camera. Un episodio simile è accaduto il 30 luglio seguente, quando Buonanno ha affermato:

Il 26 settembre, durante l'intervento in aula del deputato di Sinistra Ecologia Libertà e attivista LGBT Alessandro Zan, ha esposto un finocchio, scontrandosi poi con il collega Toni Matarrelli, intervenuto per dare manforte al compagno di partito Zan. Uscendo dall'aula Buonanno ha dichiarato: 

Il 19 settembre 2014, nel corso del programma radiofonico La Zanzara su Radio 24, interpellato sulle unioni omosessuali, ha dichiarato:
Nonostante le dure prese di posizione sull'omosessualità, in diverse trasmissioni televisive ha affermato:

### Spigola
Il primo aprile 2014, in concomitanza con il pesce d'aprile, durante l'esame di un disegno di legge, ha sventolato in aula una spigola, sostenendo che i pensionati non se la possono permettere al contrario degli immigrati, che vengono mantenuti in alberghi di lusso ed invitando l'allora presidente della Camera dei deputati Laura Boldrini a mangiarla.

### Rom
Il 2 marzo 2015, nel corso della trasmissione televisiva Piazzapulita su LA7, Buonanno, parlando dei criminali, ha affermato per quattro volte che "i rom sono la feccia della società". Il 16 aprile 2016, il Tribunale di Milano ha accolto un ricorso presentato dalle associazioni ASGI (Associazione studi giuridici sull'immigrazione) e NAGA (Associazione volontaria di assistenza socio-sanitario e per diritti dei cittadini stranieri, rom e sinti) e ha condannato Buonanno al pagamento di 6000 euro a favore di ciascuna delle associazioni ricorrenti a titolo di risarcimento del danno non patrimoniale, ordinando inoltre la pubblicazione dell'intestazione e del dispositivo dell'ordinanza sul quotidiano Corriere della Sera in caratteri doppi del normale e a spese di Buonanno.